# Нерґал-шар-уцур
Нерґал-шар-уцур — цар Нововавилонського царства з X (Халдейської) династії.

## Правління
Був одружений з дочкою Навуходоносора II. Він був великим землевласником і рабовласником.
Кандидатура Нерґал-шар-уцура влаштовувала не лише халдейську військову верхівку, яка вважала його своїм, вбачаючи в ньому халдея, видатного воєначальника, підкорювача Єрусалима й до того ж зятя Навуходоносора II, але також і вавилонську знать і жерців, яких приваблювало його благочестя. Ставши царем, Нерґал-шар-уцур одразу ж закріпив свій союз з олігархією. Його дочка Гігітум вийшла заміж за Набу-шум-укіна, сина Ширіктум-Мардука, економа храму Езіди в Борсіппі.
У Мідії його сходження на престол зустріли схвально. Його дружина, ймовірно, була дочкою Навуходоносора й мідянки Аміїтіс, тобто племінницею мідійського царя Іштувегу. На знак поновлення дружби мідяни повернули вавилонянам ідол богині Ануніт, вивезений у глибоку давнину гутіями з Сіппара до Аррапхи, що перебувала після падіння Ассирії під владою Мідії.
Зміцнення вавилонсько-мідійської дружби занепокоїло Лідію. 557 року до н. е. за спонукання лідійського царя Креза цар Пірінду (Західна Кілікія) Аппуашу напав на царство Хуме (Східна Кілікія), союзне з Мідією, й на вавилонське Заріччя. Восени того ж року Нерґал-шар-уцур здійснив похід проти Пірінду. Під час наближення вавилонської армії Аппуашу почав відступати, залишивши у гірських проходах Тавру засаду, але Нерґал-шар-уцур легко розгадав його хитрощі й перебив ворожих воїнів. Після цього останній вдерся до Пірінду, розграбувавши та зруйнувавши обидві столиці держави — міста Ура й Кірші, й узяв багатий полон. Аппуашу втік до Лідії. Нерґал-шар-уцур не став зачіпати володіння Лідії, а повернув до моря й здобув штурмом місто Пітусу, що розташовувалось на острові в морі за 3,5 км від берега й захищалось гарнізоном з 6000 воїнів. При цьому вавилонська армія вперше у своїй бойовій практиці успішно здійснила висадку морського десанту з кораблів. Слідом за тим вавилоняни спустошили територію Пірінду від перевалу біля міста Саллуне до лідійського кордону. На тому кампанія завершилась, а у лютому 556 року до н. е. Нерґал-шар-уцур повернувся до Вавилона.
За часів свого царювання Нерґал-шар-уцур продовжив будівельні роботи у храмах, особливо Мардука у вавилонській Есагілі й Набу в борсіппській Езіді, де він на брамі поставив 8 величезних бронзових змій і срібних биків. Він регулював течію Євфрату, підправляв канали, реставрував палаци. Збереглись написи часів його правління: на цеглі зі збудованої ним набережної й на двох циліндрах (у Британському музеї).